# 골로브닌산

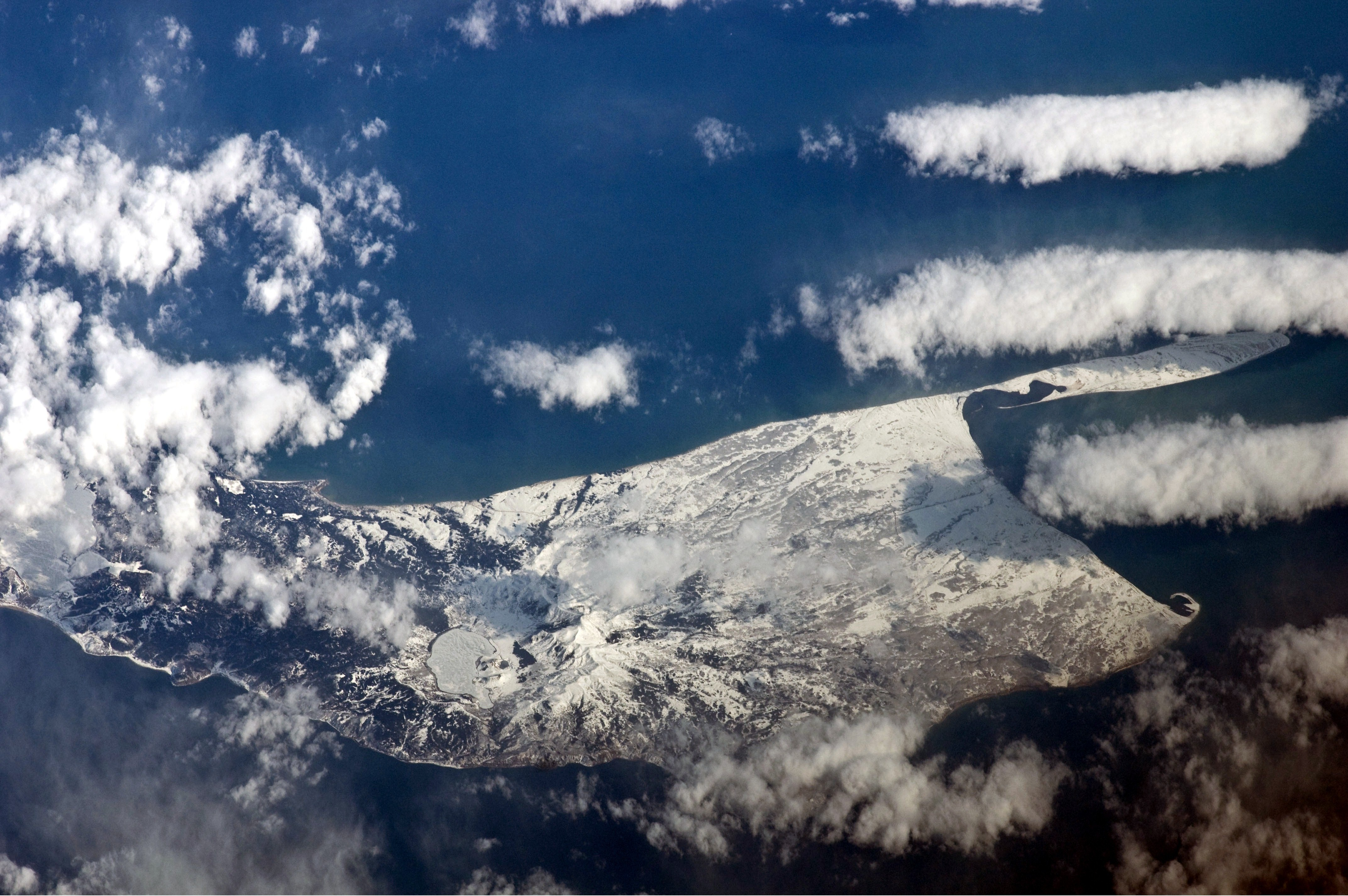

골로브닌산(Golovnin) 또는 일본어로 도마리야마 산(Tomari-yama)은 러시아 쿠릴 열도의 쿠나시르 섬에 있는 칼데라 화산이다. 쿠릴 열도의 화산들 중 가장 남쪽에 있으며, 칼데라 내에는 작은 활동중인 분화구가 1개 있다. 높이는 543m이며 이름은 탐험가 바실리 골로브닌의 이름을 따 붙여졌다. 활동중인 분화구에서 뜨거운 물이 흘러나와 칼데라 호로 흘러들기도 한다.